# Pebble Beach
Pebble Beach is een gemeentevrij gebied op het schiereiland van Monterey in Monterey County (Californië) in de Verenigde Staten. De kleine kustgemeenschap met voornamelijk eengezinswoningen is ook een opmerkelijke vakantiebestemming en de thuisbasis van de golfbanen van Cypress Point Club, Monterey Peninsula Country Club en Pebble Beach Golf Links. Niet-ingezetenen betalen tol voor het gebruik van de 17-Mile Drive, de hoofdweg door Pebble Beach, waardoor het in de praktijk een gated community is.

## Bekende inwoners
- Jane Bryan, actrice
- James Doolittle, luchtvaartpionier en generaal
- Clint Eastwood, acteur en regisseur
- Gary Kildall, computerpionier
- George Lopez, komiek en praatprogrammapresentator
- Condoleezza Rice, voormalig Amerikaans minister van Buitenlandse Zaken
- Alan Shepard, astronaut
- Raymond Spruance, bevelhebber van de US Navy-vloot tijdens de Slag bij Midway